# Тальма (одежда)
Та́льма — мужская и женская верхняя одежда в XIX веке. В первой половине XIX века тальмы, широкие и длинные плащи наподобие античной тоги, в России носили мужчины, во второй половине века тальмы перешли в женский гардероб и представляли собой лёгкие накидки до талии с воротником-стойкой, завязывавшиеся на ленты. Тальма получила название в честь французского актёра Франсуа-Жозефа Тальма, реформатора театрального костюма, отказавшегося от анахроничных одежд XVIII века для своих ролей в античных трагедиях.
Мужские тальмы шили из сукна, женские — из разных материалов, в зависимости от сезона: кружев, шёлка, бархата, сукна, мехов. Модные и престижные тальмы часто встречаются в произведениях русской литературы, в частности, в тальму и шляпу одета Нина в пьесе А. П. Чехова «Чайка».